# كوزو أونو
كوزو أونو (باليابانية: 宇野弘蔵؛ بالكانا: うの こうぞう) هو اقتصادي وأستاذ جامعي ياباني، ولد في 12 نوفمبر 1897 في كوراشيكي في اليابان، وتوفي في 22 فبراير 1977 في فوجيساوا في اليابان.